# Etarita
Etarita, jedno od sela Tionontati Indijanaca, plemena poznatijeg kao Duhanski narod (Tobacco Nation). Pripadalo je pripadnicima klana Wolf. Jezuiti su u njemu osnovali misiju St. Jean. Selo su uništili Irokezi 1649., zapalivši ga a dvojicu misionara Charles Garnier i Noel Chabanel, podvrgnuli su mučenjima do smrti.
Ostali nazivi za njega su: Erharita, Sainct Iean, Saint Iean, St. John's.